# 上托爾尼奧

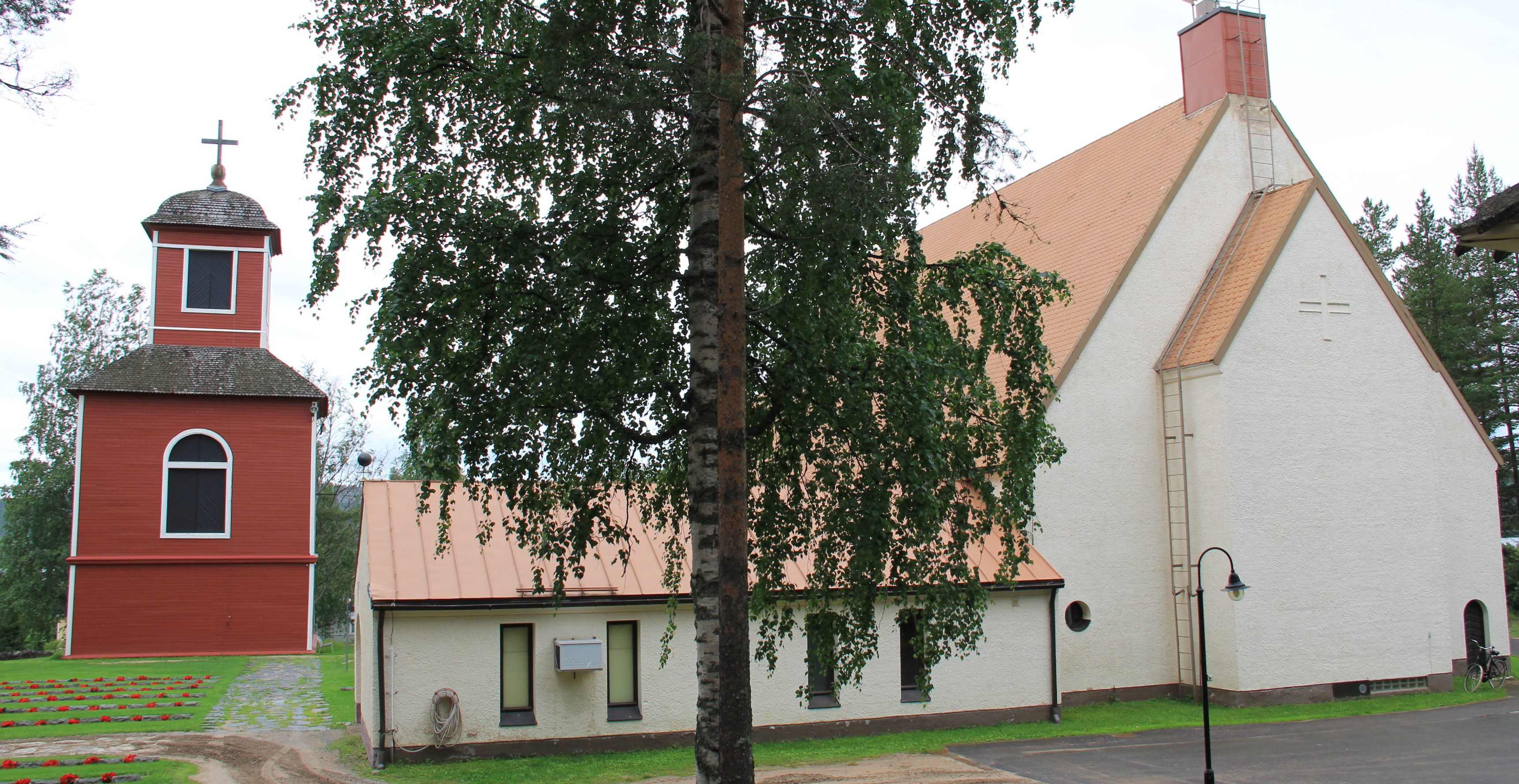
上托爾尼奧教堂及钟楼

上托爾尼奧（芬蘭語：Ylitornio）是芬蘭拉普蘭區的市鎮，位於該國北部托尔尼奥河畔，始建於1809年，面積2,213平方公里，2013年人口4,641，人口密度為每平方公里2.29人。

## 外部連結
- 官方网站  （文）